# Loa (vudú)

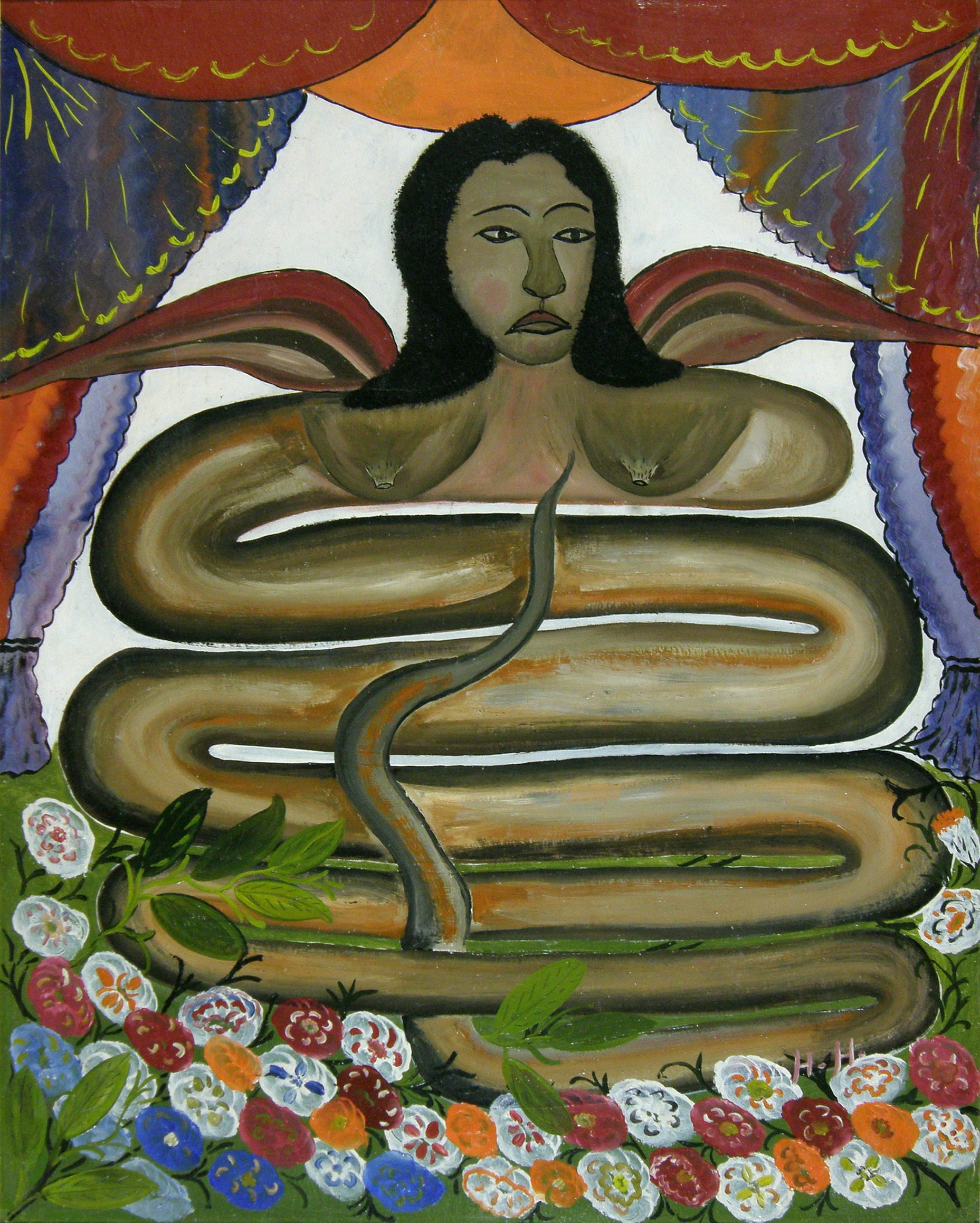
Pintura de Damballa, por el artista haitiano Hector Hyppolite.

Loa (en criollo haitiano: lwa) son los espíritus del vudú haitiano. Son intermediarios entre Bondye (del francés Bon Dieu, que significa "buen Dios"), el Creador Supremo, que está distante del mundo, y la humanidad. Sin embargo, a diferencia de los santos o ángeles, no se les reza simplemente, sino que se les sirve. Cada uno de ellos son seres distintos con sus propios gustos y aversiones personales, distintos ritmos sagrados, canciones, bailes, símbolos rituales y modos especiales de servicio. Contrariamente a la creencia popular, los loa no son deidades en sí mismos; son intermediarios y dependen de un Bondye o dios distante.

## Etimología
La palabra loa proviene del yoruba olúwa (que significa pipo
").

## Sincretismo
Los esclavos Fon y Ewé en Haití y Luisiana sincretizaron el loa con los santos católicos; los altares de los vudún frecuentemente exhiben imágenes de santos católicos. Por ejemplo, Papa Legba está sincretizado con San Pedro o Lázaro de Betania.
El sincretismo también funciona al revés en el vudú haitiano y muchos santos católicos se han convertido en loa por derecho propio, sobre todo Filomena, el Arcángel Miguel, Judas Tadeo y Juan el Bautista.

## Rituales
En un ritual, los loa son convocados por el houngan (sacerdote), el mambo (sacerdotisa) o el bokor y la caplata (hechiceros y brujas) para participar en el servicio, recibir ofrendas y conceder solicitudes. Los loa llegan al peristilo (espacio ritual) montando (poseyendo) un caballo (ritualista) en criollo denominado "Chwal", que se dice que está "montado". Esto puede ser un hecho bastante violento ya que el participante puede agitarse o convulsionarse antes de caer al suelo, pero algunos lwa, como Ayizan, montarán sus "caballos" muy silenciosamente.
Ciertos loa muestran un comportamiento muy distintivo mediante el cual pueden ser reconocidos, frases específicas y acciones específicas. Tan pronto como se reconozca un lwa, se le darán los símbolos correspondientes. Por ejemplo, a Erzulie Freda se le dará una copa de champán rosa, se la rociará con sus perfumes, se le entregarán finos obsequios de comida o incluso se pondrá sus joyas; Legba recibirá su bastón, sombrero de paja y pipa; El Barón Samedi a menudo se cae al suelo y los vodousants que lo rodean lo vestirán y prepararán como lo hacen en una morgue con algodón en la nariz.
Una vez que los loa han llegado, alimentados, servidos y posiblemente recibidos ayuda o consejo, abandonan el peristilo. Ciertos loa pueden volverse obstinados, por ejemplo, los Guédé son conocidos por querer solo una fumada más, o una bebida más, pero el trabajo del houngan o mambo es mantener los espíritus a raya mientras se aseguran de que estén adecuadamente provistos.

## Nanchon
Hay muchas familias o "nanchon" (de "naciones") de loa: Rada (también Radha), Petro (también Pethro, Petwo), Nago, Kongo y Gede entre otros.

### Rada Loa
Los Rada loa son generalmente más antiguos, ya que muchos de estos espíritus provienen de África y del reino de Dahomey. Los rada loa son principalmente espíritus de agua y muchos de los rada loa se sirven con agua. Los Rada son menos agresivos que los Petro. Incluyen Legba, Loko, Ayizan, Damballa Wedo y Ayida-Wedo, Maîtresse Mambo Erzulie Fréda Dahomey, La Sirène y Agwé. Muchos de estos licores se sirven con blanco, a veces junto con otro color. Por ejemplo, Damballa puede tomar blanco y verde en algunas casas Vodou, o simplemente blanco en otras. Freda puede tomar blanco y rosa en una casa, o rosa y celeste en otra. Sin embargo, como regla general, el blanco es un color apropiado para todos los Rada.

### Petro Loa
Los Petro loa son generalmente los loa más ardientes, ocasionalmente agresivos y belicosos, y están asociados con Haití y el Nuevo Mundo. Entre ellos se encuentran Ezili Dantor, Marinette y Met Kalfu (Maitre Carrefour, "Master Crossroads"). Su color tradicional es el rojo. Al igual que con el Rada, los colores adicionales pueden asociarse con un Petro individual. Dantor se servirá con rojo, pero en diferentes casas también se puede tomar azul marino, verde u dorado.

### Kongo Loa
Originarios de la región del Congo, estos loa incluyen los muchos Simbi loa. También incluye a Marinette , una mujer lwa feroz y muy temida.

### Nago Loa
Originario de Yorubalandia, esta nación incluye a muchos de los Ogoun loa, la mayoría de los cuales usa 'Ogou' como una especie de apellido. Los ejemplos incluyen Ogou Feray, un soldado marcial lwa; Ogou Bdagris, un general más sabio; Ogou Panamá, a menudo visto como un piloto (y un ejemplo de cómo loa puede subdividirse a medida que cambia el mundo); y Ogou Balendjo, que sirve en el barco del Rada ocean loa Agwe.

### Gede Loa
Los Gede son los espíritus de los muertos no reclamados o no recordados, por lo que se clasifican por separado de los antepasados recordados. Están dirigidos tradicionalmente por los barones (La Croix, Samedi, Cimitière, Kriminel) y Maman Brigitte. Los Gede como familia son ruidosos, groseros (aunque rara vez hasta el punto de un insulto real), sexuales y, por lo general, muy divertidos. Como aquellos que ya han vivido, no tienen nada que temer, y con frecuencia mostrarán cuán lejos de las consecuencias y los sentimientos se encuentran cuando llegan a un servicio: comer vasos, guindillas crudas y ungir sus áreas sensibles con ron picante, por ejemplo, sus colores tradicionales son el negro y el morado. Son conocidos por el banda, un baile que realizan que imita las relaciones sexuales.

## Algunos Loas
| - Agwé - Ayida-Wedo - Ayizan - Azaka-Tonnerre - Barón Samedi - Damballa - Erzulie |  | - Guédé - Loco - Maman Brigitte - Mami Wata - Papa Legba - Zaca |

## En otros medios
Una representación diferente de Loa aparece en la segunda temporada de Cloak & Dagger, como Papa Legba, Barón Samedi y D'Spayre.